# Grand Prix Cycliste de Saguenay
Der Grand Prix Cycliste de Saguenay (bis 2013: Coupe des Nations Ville Saguenay) ist ein Etappenrennen im Straßenradsport in und um die kanadische Stadt Saguenay, das seit 2008 über vier Abschnitte mit etwa 550 km ausgetragen wird. 
Von 2008 bis 2013 wurde das Rennen unter dem Namen Coupe des Nations Ville Saguenayin Radnationalteams ausgetragen und zählte zum Rad-Nationencup der Männer U23. Seit 2014 ist das Rennen unter dem Namen Grand Prix Cycliste de Saguenay in der Kategorie 2.2 der UCI America Tour eingestuft.

## Sieger

### Grand Prix Cycliste de Saguenay
- 2019  Nickolas Zukowsky
- 2018 nicht ausgetragen
- 2017  Steve Fisher
- 2016  Ryan Roth
- 2015  Matteo Dal-Cin
- 2014  Jure Kocjan

### Coupe des Nations Ville Saguenay
- 2013  Sondre Holst Enger
- 2012  Arman Kamyschew
- 2011  Christopher Juul
- 2010  Luka Mezgec
- 2009  Johan Le Bon
- 2008  Thomas Kvist